# Phragmatobia nawari
Phragmatobia nawari är en fjärilsart som beskrevs av Ebert 1973. Phragmatobia nawari ingår i släktet Phragmatobia och familjen björnspinnare. Inga underarter finns listade i Catalogue of Life.